# Vůz Bp282 ČD
Vozy Bp282, číslované v intervalu 50 54 21-08, původně Bte, v letech 1999–2001 přechodně označeny jako Bpe jsou řadou velkoprostorových osobních vozů druhé třídy z vozového parku Českých drah. Všechny tyto vozy (396–479) vyrobila Vagónka Studénka v letech 1991–1992. Po rozpadu Československa připadla Českým drahám většina těchto vozů.

## Technické informace
Jsou to neklimatizované vozy typu UIC-Y o délce 24 500 mm. Mají podvozky typu GP 200 vybavené kotoučovou brzdou. Jejich nejvyšší povolená rychlost je 120 km/h.
Vnější nástupní dveře jsou zalamovací, mezivozové přechodové jsou manuálně posuvné do strany. Vozy mají polospouštěcí okna. Střecha vozů má podélné prolisy.
Mají dva velkoprostorové oddíly rozdělené celkem na 11 fiktivních oddílů. Celkem mají 86 míst k sezení, jako jedny z prvních vozů druhé třídy Českých drah řešených nikoli jako lavice, ale jako samostatné sedačky (což je jediný rozdíl mezi nimi a řadou Bdt280). Mimo to ještě mají tři sklopné sedačky.
Vozy mají teplovzdušné vytápění. Elektrické topnice ohřívají vzduch, který je větráky rozháněn po voze. Obě WC jsou umístěna na jednom představku, druhý představek je uzpůsoben pro přepravu jízdních kol.
Nátěr je přes okna a dveře zelený, na střeše šedý a zbytek bílý, případně nověji v modro-bílém schématu jednotného systému vizuální prezentace ČD podle návrhu Studia Najbrt.

## Ergonomie
Vozy této řady byly v roce 2010 na prvním českém sympoziu o ergonomii hromadné dopravy (Vysoká škola uměleckoprůmyslová Praha) vyhodnoceny za nejlepší nepovrchní komfort české železnice 1990–2010 a obdržely českou cenu za ergonomii. Cenu převzal náměstek generálního ředitele objednávajícího dopravce – ČD – Ing. Blažek.

## Modernizace
V lednu 2011 vypsaly České dráhy soutěž na modernizaci všech 62 v současnosti provozovaných vozů. Předmětem modernizace mělo být přečalounění sedaček, dosazení vlakového rozhlasu, vybudování prostoru pro přepravu jízdních kol, dětských kočárků a objemných zavazadel, dosazení nových, předsuvných, za jízdy blokovaných, dveří ovládaných tlačítky, dosazení centrálního zdroje energie a cestující měli mít u některých sedaček k dispozici i zásuvky 230 V. Navíc měla být maximální rychlost vozů zvýšena na 140 km/h. Celková cena rekonstrukce měla být 310 milionů Kč, čili 5 milionů Kč za jeden vůz. Vozy měly být zmodernizovány do 30 měsíců od podpisu smlouvy. Toto výběrové řízení bylo nakonec zrušeno z důvodu přehodnocení požadavků na rozsah rekonstrukce.
Na konci roku 2011 bylo vypsáno nové výběrové řízení na modernizaci většího rozsahu. Kromě výše zmíněného by vozy měly dostat kompletní audio-vizuální informační systém, klimatizaci a uzavřený systém WC. Cena rekonstrukce stoupla na 1,1 miliardy Kč (18 milionů Kč za vůz), ale obsahuje i dodávku náhradních dílů. Doba rekonstrukce je předpokládána na 22 měsíců od podpisu smlouvy. Po třech letech výběrové řízení vyhrála šumperská společnost Pars nova. Zakázka je rozdělena na dvě části, prvních 31 vozů by mělo být modernizována do března 2016, na rekonstrukci zbylých vozů byla vypsána pouze opce. Kromě výše uvedeného by nejvyšší povolená rychlost vozů měla stoupnout na 160 km/h a interiér by měl být plně modernizován včetně sedaček či sklopných stolků. Nové označení takto modernizovaných vozů je Bdpee231.
Při projektu modernizace nebyly akceptovány mnohé mimořádné ergonomické kvality původního řešení.

## Provoz
Vozy bylo možné nejčastěji potkat na vnitrostátních rychlících, konkrétně na trasách Brno – Jihlava – České Budějovice – Plzeň, dále Praha – Hradec Králové – Letohrad / Trutnov, případně i na trase Kolín – Mělník – Ústí nad Labem.[zdroj⁠?!]
Poslední vůz č. 440 odjel z Hradce Králové do firmy Pars nova Šumperk dne 9. 6. 2016 na vlaku Sv 1307.